# Harald Sunde
Harald Sunde (Trondheim, 21 de Fevereiro de 1944) é um jogador de futebol norueguês aposentado.

## Carreira
Seu primeiro clube foi o Nidelv, sendo que sua primeira aparição foi quando possuía apenas dez anos de idade. Seu primeiro gol na equipe foi em sua primeira partida. Harald era grande aficcionado pelo futebol.
Em 1963, foi para o Rosenborg, que na época estava na segunda divisão nacional. Sunde subiu com o clube para a primeira divisão em 1966. 
No mesmo ano, foi para o Racing Mechelen, da Bélgica, junto com Odd Iversen. Harald Sunde volta ao Rosenborg em 1972, onde fica até 1979. 
Pela seleção nacional, fez trinta e nove partidas, e marcou cinco golos.